# Hajreddin Barbarossa
Hajreddin Barbarossa (o. 1470. – 1546.), bio je najuspješniji pomorac osmanske mornarice.

## Životopis

### Rođenje, djetinjstvo, mladost
Pravo mu je ime bilo Yakupoglu Hizir, a podrijetlom je s Mytilene – današnjeg grčkog otoka Lezba. Zajedno s bratom Orucom rano se istaknuo kao gusarski kapetan koji je uspješno pljačkao kršćanske trgovačke brodove.

### Karijera
Godine 1512. sultan Selim I. preuzeo je vlast te je Barbarossa odmah stupio u njegovu službu. Doba najvećih Barbarossinih vojnih uspjeha bilo je tijekom vladavine Selimova sina, sultana Sulejmana Veličanstvenog.
Barbarossa je na Sredozemlju jednostavno bio nezaustavljiv, ponajprije samo kao jedan od mornaričkih zapovjednika, a potom, od 1515. do 1544. kao Veliki admiral flote, odnosno kapudan-paša. Opisivan je kao mudar i bistar, hrabar i razborit ratnik.

### Privatni život
Izvori navode da je prema kolegama bio ljubazan, a u društvu omiljen. Bio je tamne puti i prosječne visine. Također, čini se da je ime Barbaros naslijedio od svojeg starijeg brata kojeg su Španjolci ubili u Alžiru. Zanimljivo, unatoč velikoj vojnoj karijeri i mnogim bitkama, umro je prirodnom smrću u svojoj palači na Bosporu u Istanbulu, ostavivši iza sebe pet knjiga rukom pisanih memoara.

## U popularnoj kulturi
- Barbarossa, pod imenom Hizir Reis, se pojavljuje u turskoj seriji Sulejman Veličanstveni. Glumi ga Tolga Tekin.
- Hector Barbossa, piratski kapetan u filmskom serijalu Pirati s Kariba, nazvan je po Barbarossi.